# Gonzalo Sánchez Mendizábal

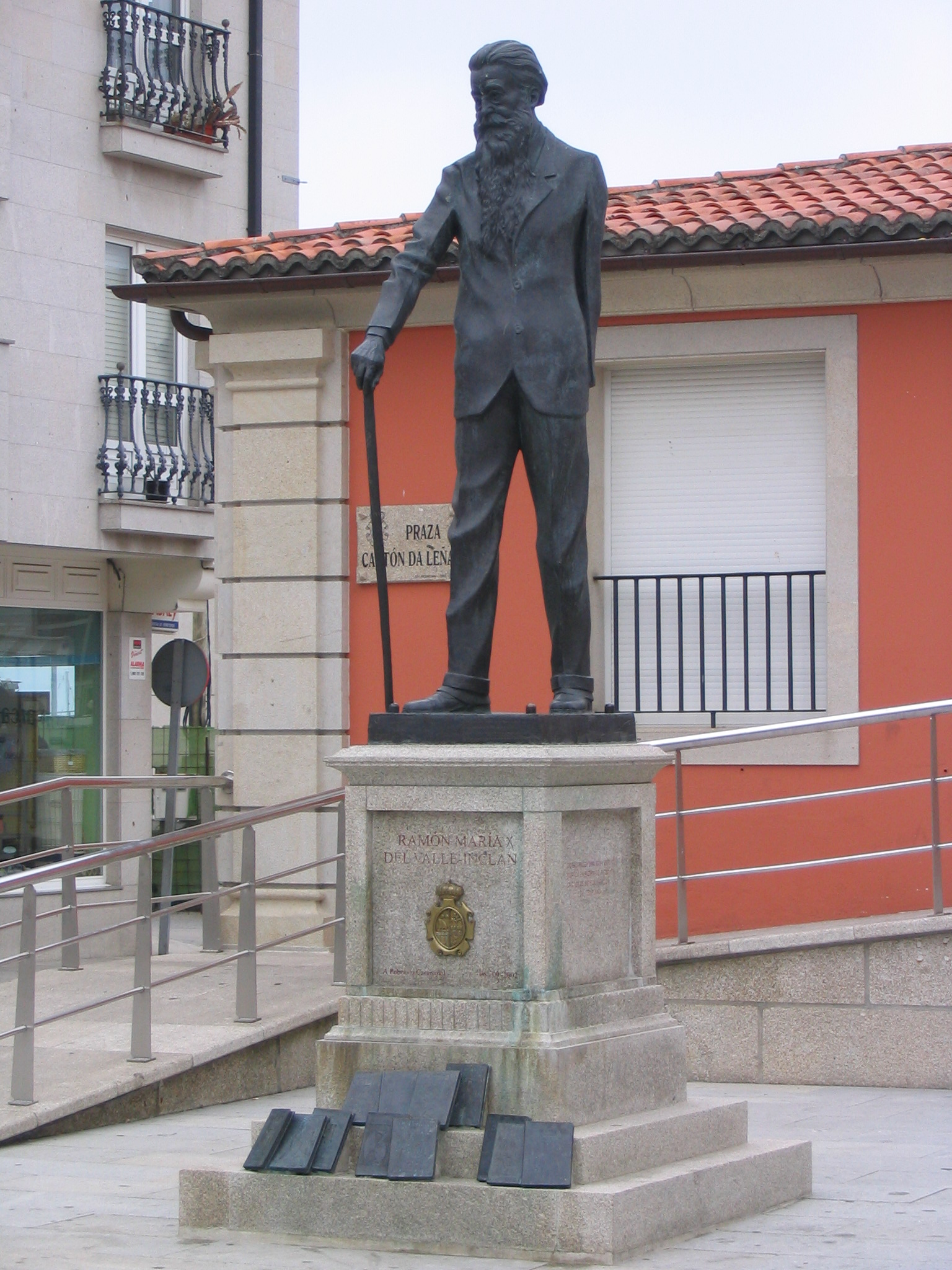
Estatua de Valle-Inclán realizada por Sánchez Mendizábal en A Pobra do Caramiñal.

Gonzalo Sánchez Mendizábal (Cochabamba, Bolivia, 1954) es un escultor boliviano. Desde 1978 reside en Madrid (España).

## Biografía

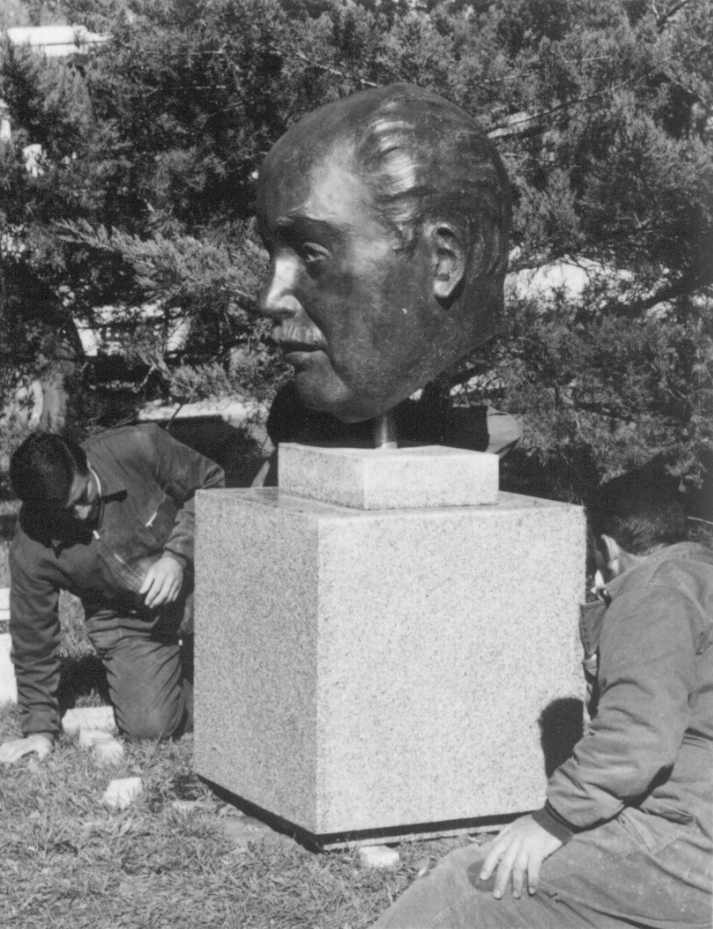
Monumento a José Garralón. Universidad Complutense de Madrid.

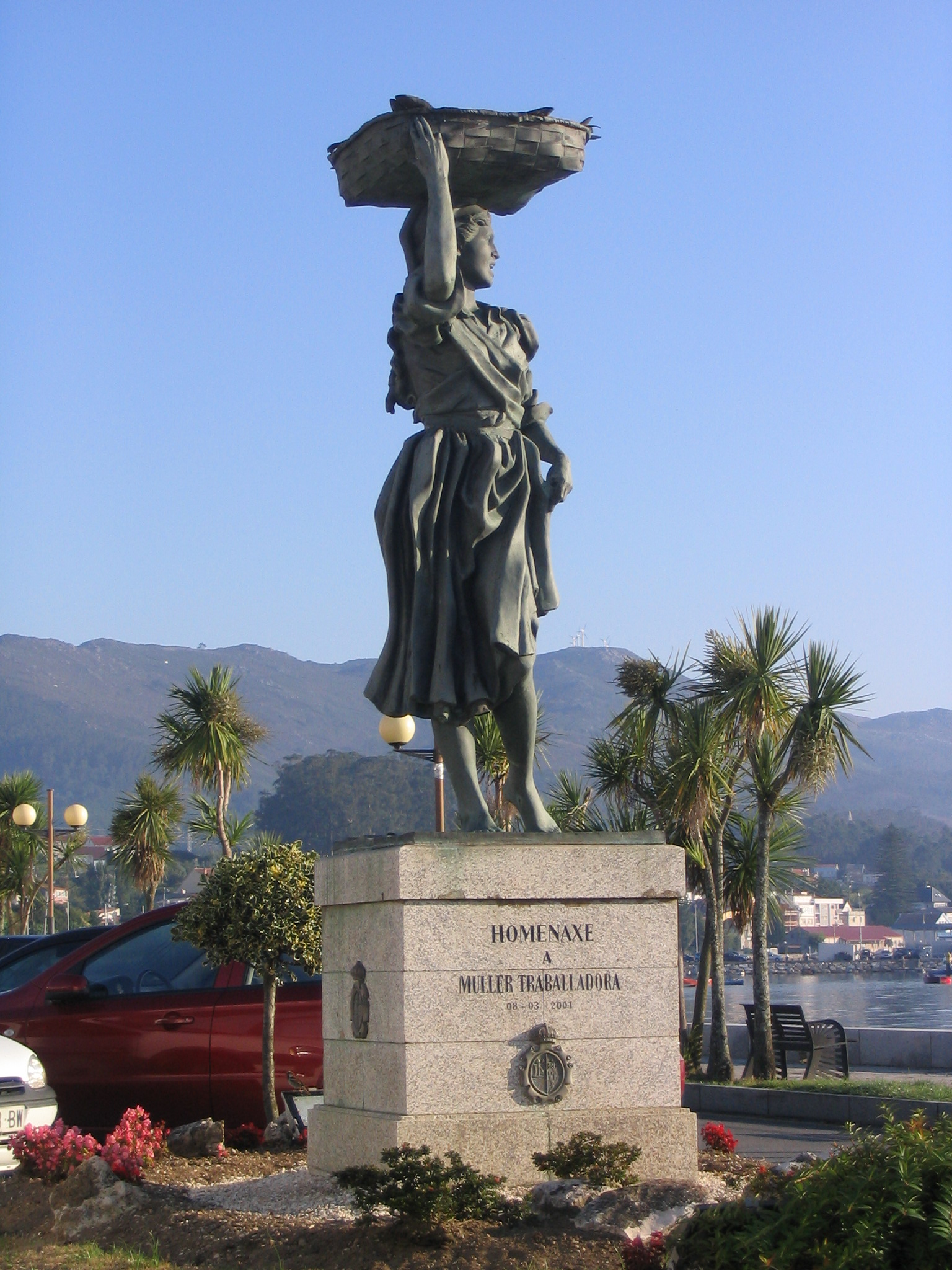
Homenaje a la mujer trabajadora, A Pobra do Caramiñal.

En 1956 su familia se traslada a Europa, residiendo en Inglaterra e Italia. Desde muy joven muestra una disposición artística y un deseo de conocer las formas reales. Siente la certeza de que, al igual que la música y los sonidos, la forma se rige por un orden natural establecido del que resulta la armonía visual.
Tras cursar estudios de Bellas Artes en la Escuela de San Fernando, inicia su investigación sobre el arte clásico y la armonía, estudiando en los museos: Británico de Londres, del Capitolio de Roma, de las Termas de Roma, de la Acrópolis y el Nacional de Atenas.
En 1978 fija su residencia en Madrid, estableciendo el Estudio de Escultura desde donde actualmente realiza su labor artística e intelectual, compaginando la producción de obra pública con el desarrollo de un amplio estudio sobre las formas reales, basado en la investigación del mundo clásico y la propia observación de la naturaleza, y cuyos resultados viene plasmando en diversos ensayos además de en abundante obra gráfica y escultórica. Suyo es un estudio sobre el canon de Policleto y su relación con el pensamiento antiguo.

### Protesta contra el Cubo de Moneo
En marzo de 2005 firmó un manifiesto junto a una treintena de intelectuales denunciando la fealdad en el arte, con motivo de la ampliación del Museo del Prado, obra de Rafael Moneo. El manifiesto, titulado "Manifiesto Transgótico", fue suscrito por una treintena de intelectuales, entre los que figuraban los escritores Rosa Pereda, Francisco Javier Satué y Eugenia Rico; los músicos Tomás Marco y Javier Paixariño; los escultores Amador Braojos, Gonzalo Sánchez Mendizábal y Antonio Alvarado, y los artistas Carlos Franco, Modesto Trigo, Julio Castellano y José Sánchez-Carralero.

## Obra pública en España
- Monumento a Félix Rodríguez de La Fuente. Mancha Real (Jaén).
- Monumento a Blas Infante. Mancha Real (Jaén).
- Monumento a José Garralón. Universidad Complutense de Madrid.
- Conservera, homenaje a la mujer trabajadora. A Pobra do Caramiñal (La Coruña).
- Homenaje al Pastor y Labrador. Moreruela de los Infanzones (Zamora).
- Valle-Inclán. A Pobra do Caramiñal (La Coruña).
- Dolores Ibárruri, Pasionaria. Rivas-Vaciamadrid (Madrid).[5]
- Alfonso Castelao. Rivas-Vaciamadrid (Madrid).
- Monumento al Emigrante y Navegante Gallego. A Pobra do Caramiñal (La Coruña).